# Emma D'Arcy
Pour les articles homonymes, voir D'Arcy.
Ne pas confondre avec Emma Darcy, couple d'écrivains australiens
Emma Zia D'Arcy est une personnalité britannique du cinéma, de la télévision et du théâtre, née le 27 juin 1992.
En 2022, D'Arcy incarne le personnage de la princesse héritière Rhaenyra Targaryen dans la série télévisée House of the Dragon, adaptation de Feu et Sang qui est une préquelle de Game of Thrones produite par HBO.

## Biographie
Emma D'Arcy naît le 27 juin 1992, à Londres, en Angleterre. D'Arcy fréquente la Ruskin School of Art, une école d'art de l'Université d'Oxford, et y étudie les beaux-arts,.
D'Arcy est une personne non binaire : le 14 juillet 2021, D'Arcy publie un selfie, à l'occasion de la Journée internationale des personnes non binaires.

## Carrière
D'Arcy joue dans plusieurs productions théâtrales, dont Roméo et Juliette, The Games We Played, et The Crucible, au The Yard Theatre, ainsi que dans Against, au Théâtre Almeida ; A Girl in School Uniform (Walks into a Bar), au West Yorkshire Playhouse ; Mrs Dalloway et Callisto : A Queer Epic, à l'Arcola Theatre  et Pillowman, à l'Oxford Playhouse.
D'Arcy joue également dans plusieurs productions télévisées, dont Truth Seekers, une série d'horreur comique, avec Nick Frost, produite par Prime Video, en 2020,, puis se produit également dans la série télévisée coproduite par Nick Payne, sur BBC One et Wanderlust, sur Netflix, en 2018, ainsi que dans la deuxième saison de la série Amazon Prime Video, Hanna,,. En 2020, D'Arcy joue aussi dans la comédie dramatique Miss Révolution, réalisée par Philippa Lowthorpe.
Il est ensuite révélé en décembre 2020 qu'Emma a été retenu pour le rôle de Rhaenyra Targaryen dans House of the Dragon, une série télévisée spin-off de Game of Thrones, produite par HBO,, aux côtés d'Olivia Cooke, Rhys Ifans, Matt Smith et Steve Toussaint. La production débute en avril 2021 et la diffusion de la première saison, qui comprendra dix épisodes, est prévue en 2022,,. L'action se déroule près de deux cents ans avant les événements de Game of Thrones et traite plus particulièrement des prodromes de la guerre connue sous le nom de « Danse des Dragons ».
Co-responsable de la compagnie théâtrale Forward Arena Company de Londres, D'Arcy se fait représenter par Roxanne Vaca Management, une agence basée au Royaume-Uni.

## Filmographie

### Cinéma
- 2015 : United Strong Alone de Joel Scott-Halkes : Sniper
- 2019 : O Holy Ghost de Mark Bradshaw (en) : Stephanie
- 2020 : Miss Révolution de Philippa Lowthorpe : Hazel
- 2021 : Entre les lignes de Eva Husson : Emma Hobday
- 2023 : The Talent de Thomas May Bailey : Tommy

### Télévision
- 2018 : Wanderlust : Naomi Richards
- 2019 : Wild Bill (en) : Alma (épisode : "Alte und Einsame")
- 2020 : Hanna : Sonia Richter (2 épisodes)
- 2020 : Truth Seekers : Astrid
- depuis 2022 : House of the Dragon : Rhaenyra Targaryen

### Clip
- 2016 : "I'll Make It Worth Your While" de Artificial Pleasure
- 2017 : "Too Much Love" de Little Cub

## Théâtre
| Année | Titre                                       | Rôle              | Note                          |
| ----- | ------------------------------------------- | ----------------- | ----------------------------- |
| 2014  | The Pillowman (en)                          | Michael           | Oxford Playhouse (en)         |
| 2015  | Romeo and Juliet (Roméo et Juliette)        | Romeo             | Southwark Playhouse (en)      |
| 2016  | Clickbait                                   | Kat               | Theatre503 (en)               |
| 2016  | Callisto: A Queer Epic                      | Tammy Frazier     | Arcola Theatre (en)           |
| 2017  | Against                                     | Anna              | Almeida Theatre               |
| 2017  | A Girl in School Uniform (Walks into a Bar) | Bell              | West Yorkshire Playhouse (en) |
| 2018  | Mrs. Dalloway                               | Lucrezia          | Arcola Theatre (en)           |
| 2019  | The Crucible (Les Sorcières de Salem)       | Elizabeth Proctor | The Yard Theatre (en)         |

## Distinctions
| Année | Récompense                              | Catégorie                                   | Œuvre               | Résultat      |
| ----- | --------------------------------------- | ------------------------------------------- | ------------------- | ------------- |
| 2022  | IMDb STARmeter Awards                   | Révélation de l'année                       | House of the Dragon | Victoire      |
| 2023  | Golden Globe Awards                     | Meilleure actrice dans une série dramatique | House of the Dragon | Nomination    |
| 2023  | Queerty Awards                          | Meilleure performance TV                    | House of the Dragon | Vice-champion |
| 2023  | MTV Movie & TV Awards                   | Best Breakthrough Performance               | House of the Dragon | Nomination    |
| 2023  | Hollywood Critics Association TV Awards | Meilleure actrice dans une série dramatique | House of the Dragon | Nomination    |
| 2023  | Gold Derby TV Awards                    | Actrice dramatique                          | House of the Dragon | Nomination    |
| 2023  | Gold Derby TV Awards                    | Révélation de l'année                       | House of the Dragon | Nomination    |
| 2024  | Saturn Awards                           | Meilleure actrice de télévision             | House of the Dragon | Nomination    |